# Finlandia en los Juegos Olímpicos de Turín 2006
Finlandia estuvo representada en los Juegos Olímpicos de Turín 2006 por un total de 90 deportistas que compitieron en 11 deportes.  
El portador de la bandera en la ceremonia de apertura fue el esquiador acrobático Janne Lahtela.

## Medallistas
El equipo olímpico finlandés obtuvo las siguientes medallas:
| Nombre                                                                        | Deporte            | Competición                   |
| ----------------------------------------------------------------------------- | ------------------ | ----------------------------- |
| Oro                                                                           |                    |                               |
| —                                                                             |                    |                               |
| Plata                                                                         |                    |                               |
| Markku Uusipaavalniemi Wille Mäkelä Kalle Kiiskinen Teemu Salo Jani Sullanmaa | Curling            | Equipo M                      |
| Mikko Ronkainen                                                               | Esquí acrobático   | Baches M                      |
| Tanja Poutiainen                                                              | Esquí alpino       | Eslalon gigante F             |
| Equipo                                                                        | Hockey sobre hielo | Torneo M                      |
| Matti Hautamäki                                                               | Saltos en esquí    | Trampolín normal M            |
| Janne Ahonen Janne Happonen Matti Hautamäki Tami Kiuru                        | Saltos en esquí    | Trampolín grande por eqs. M   |
| Bronce                                                                        |                    |                               |
| Antti Kuisma Anssi Koivuranta Jaakko Tallus Hannu Manninen                    | Combinada nórdica  | Trampolín normal + 4 × 5 km M |
| Aino-Kaisa Saarinen Virpi Kuitunen                                            | Esquí de fondo     | Velocidad por eqs. F          |
| Markku Koski                                                                  | Snowboard          | Halfpipe M                    |